# Dichagyris ammoxanthoides
Dichagyris ammoxanthoides là một loài bướm đêm trong họ Noctuidae.